# Afonso Lopez de Baian
Afonso Lopez de Baian fue un trovador portugués del siglo XIII, autor de lírica gallego-portuguesa.

## Biografía
Pertenece a una de las familias nobles más importantes de Portugal -destacada en el prólogo del Livro de Linhagens-, Es hijo de Lopo Afonso y de Aldara Viegas de Alvarenga, se casó con Dª Mor Gonçalves nieta del conde Men Gonçalves de Sousa y sobrina del trovador Garcia Mendiz d’Eixo. Formó parte en campañas de la reconquista de Andalucía por parte de Castilla -como las de Jaén y Sevilla- además de ocupar cargos de funcionario durante los reinados de Alfonso III y Don Dinís. Falleció el 3 de mayo de 1280.

## Obra
Se conservan diez obras: cuatro cantigas de amigo, dos cantigas de amor y cuatro cantigas de escarnio y maldecir. Una de estas cantigas de escarnio tiene forma de cantar de gesta francés.